# Indolestes bilineatus
Indolestes bilineatus är en trollsländeart som först beskrevs av Selys 1891.  Indolestes bilineatus ingår i släktet Indolestes och familjen glansflicksländor. IUCN kategoriserar arten globalt som otillräckligt studerad. Inga underarter finns listade i Catalogue of Life.